# Eleccions parlamentàries finlandeses de 1970
Les eleccions parlamentàries finlandeses del 1970 es van celebrar el 15 de març de 1970. El partit més votat fou el socialdemòcrata, però va governar un govern de coalició dretana i el centrista Ahti Karjalainen fou nomenat primer ministre de Finlàndia.

## Resultats
|                          |                                      |           |        |          |     |  |
| Partit                   | Partit                               | Vots      | %      | Escons   | +/– |  |
|                          | Partit Socialdemòcrata               | 594,185   | 23.43  | 52 / 200 | 3   |  |
|                          | Partit de la Coalició Nacional       | 457,582   | 18.05  | 37 / 200 | 11  |  |
|                          | Partit del Centre                    | 434,150   | 17.12  | 36 / 200 | 13  |  |
|                          | Lliga Democràtica Popular Finlandesa | 420,556   | 16.58  | 36 / 200 | 5   |  |
|                          | Partit Rural Finlandès               | 265,939   | 10.49  | 18 / 200 | 17  |  |
|                          | Partit Popular Liberal               | 150,823   | 5.95   | 8 / 200  | 1   |  |
|                          | Partit Popular Suec                  | 135,465   | 5.34   | 11 / 200 | =   |  |
|                          | Unió Socialdemòcrata                 | 35,453    | 1.40   | 0 / 200  | 7   |  |
|                          | Lliga Cristiana                      | 28,547    | 1.13   | 1 / 200  | 1   |  |
|                          | Coalició d'Åland                     | 8,971     | 0.35   | 1 / 200  | =   |  |
|                          | Partit Emprenedor                    | 248       | 0,01   | 0 / 200  | Nou |  |
|                          | Altres                               | 3.863     | 0,15   | 0 / 200  | =   |  |
| Total                    | Total                                | 2.535.782 | 100    | 200      | =   |  |
|                          |                                      |           |        |          |     |  |
| Vots vàlids              | Vots vàlids                          | 2.535.782 | 99,66  |          |     |  |
| Invàlids / en blanc      | Invàlids / en blanc                  | 8.728     | 0,34   |          |     |  |
| Vots totals              | Vots totals                          | 2.544.510 | 100.00 |          |     |  |
| Votants Registrats       | Votants Registrats                   | 3.094.359 | 82,23  |          |     |  |
| Font: Tilastokeskus 2004 |                                      |           |        |          |     |  |